# 히카와군

히카와 군의 위치

히카와군(일본어: 簸川郡, ひかわぐん)은 일본 시마네현에 있던 군이다.
소멸 당시 한 개의 정으로 이루어져 있다.
- 히카와 정(斐川町)

2011년 10월 1일, 히카와 정이 이즈모시와 합병하여 소멸하였다

## 역사
- 2005년 3월 22일 - 사다 정·다키 정·고료 정·다이샤 정이 이즈모 시, 히라타 시와 합병해 이즈모시가 성립, 군에서 이탈하였다.
- 2011년 10월 1일, 히카와 정이 이즈모 시와 합병하여 소멸하였다